# Phoma cirsii
Phoma cirsii är en lavart som beskrevs av Dietel & P. Syd. 1899. Phoma cirsii ingår i släktet Phoma, ordningen Pleosporales, klassen Dothideomycetes, divisionen sporsäcksvampar och riket svampar.   Inga underarter finns listade i Catalogue of Life.